# Бретеа Мурешана (Хунедоара)
Бретеа Мурешана (рум. Bretea Mureșană) насеље је у Румунији у округу Хунедоара у општини Илија. Oпштина се налази на надморској висини од 178 m.

## Становништво
Према подацима из 2002. године у насељу је живело 653 становника, од којих су сви румунске националности.